# 대한민국 민사소송법 제20조
대한민국 민사소송법 제20조는 부동산이 있는 곳의 특별재판적에 대한 민사소송법조문이다.

## 조문
제20조(부동산이 있는 곳의 특별재판적) 부동산에 관한 소를 제기하는 경우에는 부동산이 있는 곳의 법원에 제기할 수 있다.

## 참조조문
제31조(전속관할에 따른 제외) 전속관할(專屬管轄)이 정하여진 소에는 제2조, 제7조 내지 제25조, 제29조 및 제30조의 규정을 적용하지 아니한다.